# Nothofagus macrocarpa
El  roble de Santiago o roble blanco (Nothofagus macrocarpa) es un árbol de la familia de las notofagáceas. 

## Distribución y hábitat
Endémico de la zona central de Chile, se le puede encontrar en el cordón montañoso de Altos de Cantillana en la Región Metropolitana de Santiago, y en el Cerro El Roble, Parque La Campana en la Región de Valparaíso. Es la especie de notofagáceas de distribución más septentrional en América. Hasta 2013 se le consideraba una subespecie del roble patagónico (Nothofagus obliqua var. macrocarpa).

## Descripción

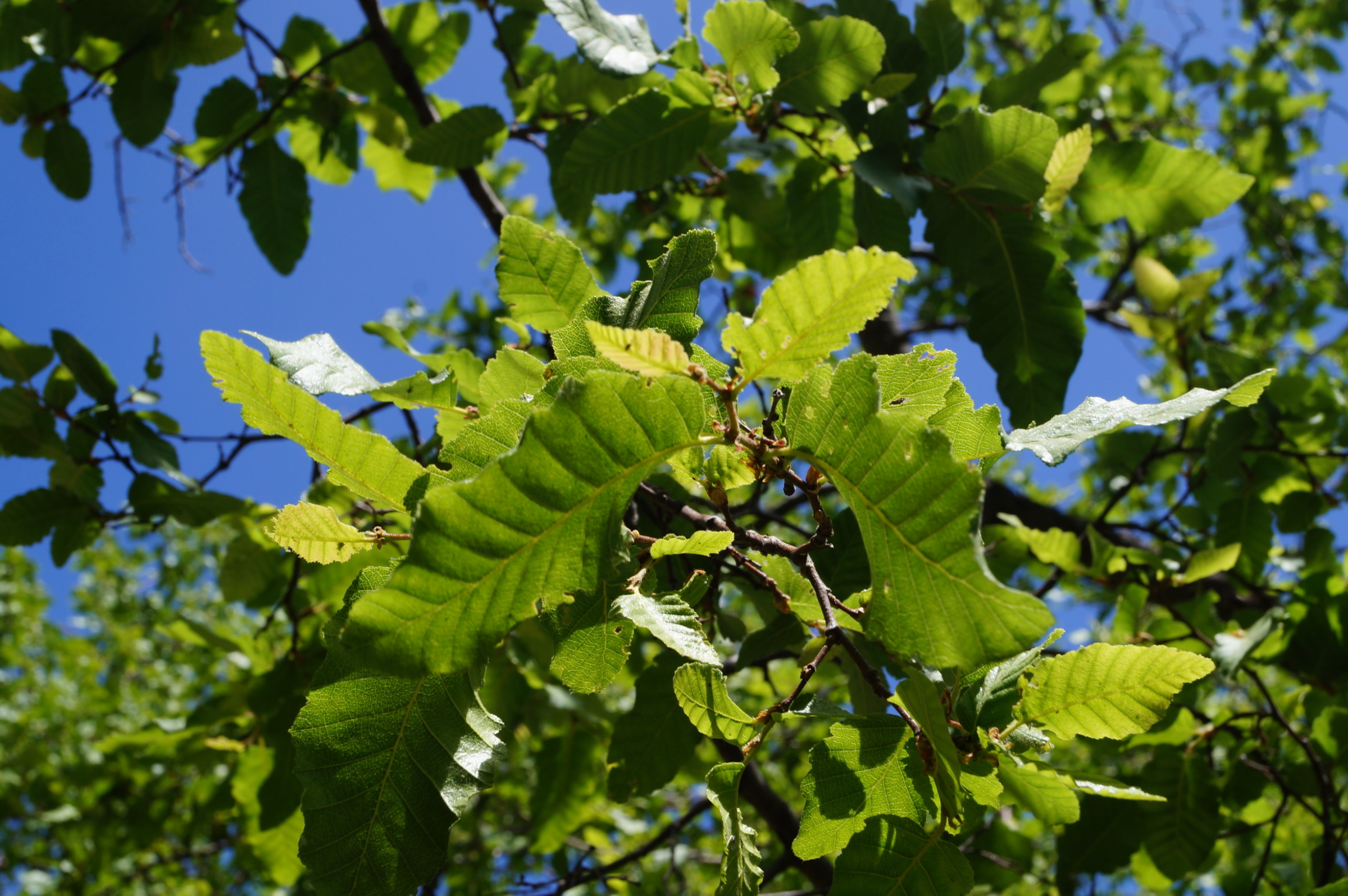
Detalles de hojas N. macrocarpa

Alcanza hasta 25 m de altura, tiene corteza grisácea y un tronco con un diámetro de 60 cm. Con sus características hojas rojas, el roble de Santiago se encuentra en las montañas y sectores rocosos, tratando de evitar el sol.  Este árbol es de origen paleo-antártico y su estado de conservación es de "especie vulnerable".

## Taxonomía
Nothofagus macrocarpa fue descrita por (A.DC.) F.M.Vázquez & R.A.Rodr. y publicado en Botanical Journal of the Linnean Society 129: 81. 1999.
Etimología
Nothofagus: nombre genérico compuesto de notho = "falso" y Fagus = "haya", nombrándolo como "falsa haya".
macrocarpa: epíteto latíno que significa "con grandes frutos"
Sinonimia
- Fagus obliqua var. macrocarpa A.DC.
- Nothofagus obliqua var. macrocarpa (A.DC.) Reiche[5][6]